# Aftershock (2010)
Aftershock (Originaltitel: chinesisch 唐山大地震, Pinyin Tángshān dà dìzhèn – „etwa: „Das große Beben von Tangshan““) ist ein chinesischer Katastrophenfilm aus dem Jahr 2010. In dem Film geht es um das Erdbeben von Tangshan, das sich am 27. Juli 1976 ereignete. Regie führte Feng Xiaogang. Das Budget betrug knapp 25 Millionen US-Dollar.

## Handlung
1976 wird Tangshan von einem gewaltigen Erdbeben heimgesucht, das neben zahlreichen anderen Opfern auch einen Bruder und seine Schwester auseinanderreißt. Ihre Mutter muss entscheiden, welches der beiden Kinder gerettet wird, da eine Betonplatte beide zu erdrücken droht. Sie entscheidet sich dem noch herrschenden Verständnis von der Wertigkeit von Kindern nach für den Sohn, der infolge des Unglücks einen Arm verliert aber überlebt. Seine Mutter bleibt mit ihm in der Stadt. Auch die Tochter kann später noch lebend geborgen werden und wächst als Adoptivtochter von Rotarmisten in einer anderen Stadt auf.
Beim Beben von Sichuan 2008 treffen sich die Geschwister im Zuge der Rettungsaktionen wieder.

## Kritik
Das Lexikon des internationalen Films sah ein „(b)ewegendes, eindrucksvoll inszeniertes Drama, das die Zerrissenheit der modernen chinesischen Gesellschaft metaphorisch zum Ausdruck bringt. Ein Prestige-Projekt der chinesischen Filmindustrie mit etlichen Stars des Landes.“